# 331 Etheridgea
331 Etheridgea (mednarodno ime je tudi  331 Etheridgea) je asteroid v glavnem asteroidnem pasu. Kaže značilnosti dveh tipov asteroidov (C in X).

## Odkritje
Asteroid je odkril francoski astronom Auguste Charlois ( 1864 – 1910) 1. aprila 1892 v Nici.. 
Izvor imena ni znan.

## Lastnosti
Asteroid Etheridgea obkroži Sonce v 5,26 letih. Njegova tirnica ima izsrednost 0,103, nagnjena pa je za 6,052° proti ekliptiki. Njegov premer je 74,92 km, okoli svoje osi se zavrti v 6,82 h .